# Kanton Castres-Est
Kanton Castres-Est (francouzsky Canton de Castres-Est) je francouzský kanton v departementu Tarn v regionu Midi-Pyrénées. Tvoří ho pouze východní část města Castres.